# Cariñena (kommunhuvudort)
Cariñena är en kommunhuvudort i Spanien.   Den ligger i provinsen Provincia de Zaragoza och regionen Aragonien, i den nordöstra delen av landet, 230 km öster om huvudstaden Madrid. Cariñena ligger 599 meter över havet och antalet invånare är 3 591.
Terrängen runt Cariñena är kuperad åt sydväst, men åt nordost är den platt. Runt Cariñena är det mycket glesbefolkat, med 2 invånare per kvadratkilometer. Närmaste större samhälle är La Almunia de Doña Godina, 19,9 km nordväst om Cariñena. Omgivningarna runt Cariñena är i huvudsak ett öppet busklandskap.